# Государство — это я

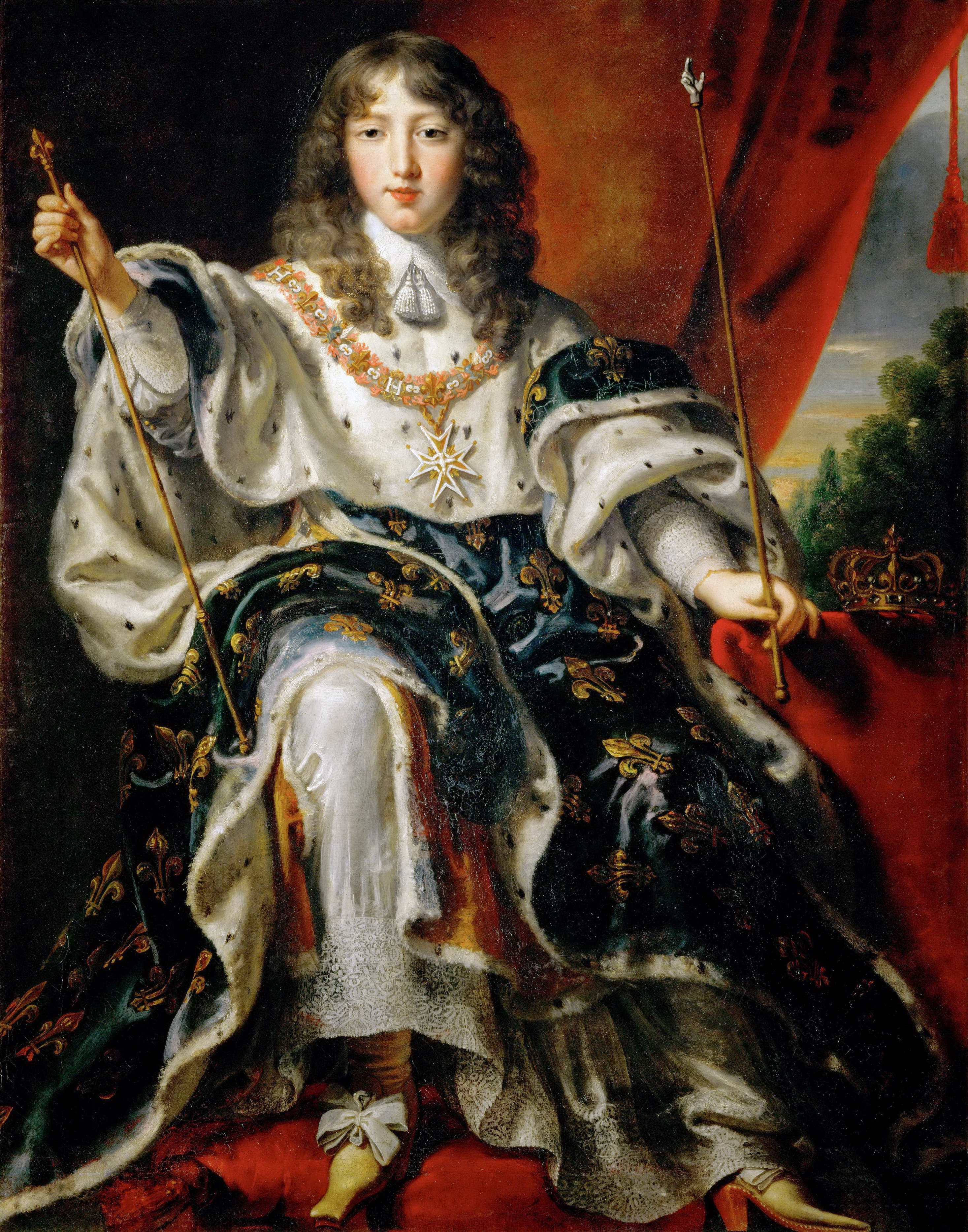
Людовик XIV в 1654 году (художник Юстус ван Эгмонт)

«L’État c’est moi» (МФА: [l‿e.ta s‿ɛ mwa], лета́ сэ муа́; со фр. «Государство — это я») — фраза (часто ироничная), которой обозначают человека с большим самомнением, ставящего себя и свои интересы выше целого государства.

## Происхождение

### Основная версия
По наиболее распространённой версии, авторство фразы приписывается 16-летнему королю Франции Людовику XIV, который якобы произнёс её 13 апреля 1655 года в Парижском парламенте. Данная версия впервые встречается в сочинении французского писателя начала XIX века Пьера-Эдуара Лемонте «Сочинение о монархическом устройстве при Людовике XIV», опубликованном в 1818 году. Согласно этой версии, парламент не желал утверждать некоторые эдикты о поступлении денег в государственную казну. Под влиянием первого министра Джулио Мазарини, который хотел предотвратить возможность образования новой Фронды, Людовик XIV, обращаясь к председателю парламента, произнёс следующие слова:
Всякий знает, сколько беспорядков вызвали эти собрания в моём государстве и сколько опасных последствий они вызвали. Я узнал, что вы желаете их продолжать под предлогом обсуждения эдиктов, недавно прочитанных и опубликованных в моём присутствии. Я специально пришёл, чтобы запретить продолжение обсуждений, [и говорю вам], господин председатель, [что] не желаю страдать от них, ни соглашаться на нихОригинальный текст (фр.)Chacun sait combien ces assemblées ont excité de troubles dans mon État et combien de dangereux effets elle y ont produits. J’ai appris que vous prétendiez encore les continuer sous prétexte de délibérer sur les édits qui naguère ont été lus et publiés en ma présence. Je suis venu tout exprès pour en défendre la continuation, et à vous, monsieur le premier président, de les souffrir ni de les accorder.
Таким образом, согласно протоколу заседания, короткая афористичная фраза королём не была произнесена, но смысл слов короля был именно таков.

### Альтернативные версии
По версии, выдвинутой французским историком М. А. Базеном в его опубликованной в 1844 году книге, фраза была произнесена тем же Людовиком XIV, но по другому поводу. После смерти Мазарини в 1661 году Людовик признёс следующие слова, обращаясь ко своим приближённым:
Господа, я собрал вас, чтобы сказать, что до сих пор предоставлял управлять моими делами усопшему господину кардиналу. Но отныне я желаю править самолично. Вы будете помогать мне советами, когда я вас об этом попрошуОригинальный текст (фр.)Messieurs, je vous ai fait assembler pour vous dire que jusqu’à présent j’ai bien voulu laisser gouverner mes affaires par feu M. le cardinal, mais que, dorénavant, j’entends les gouverner moi-même ; vous m’aiderez de vos conseils quand je vous les demanderai..
Вышедший в мае 1851 года британский журнал на французском языке «Révue Britanique» приписывал произнесение этой фразы английской королеве Елизавете I.
Видный французский историк Ф. Блюш писал, что Людовиком XIV не только не произносил данной фразы, но и «не смог бы это сделать по той простой причине, что никогда так не думал, даже будучи в зените своего могущества и славы. Он будет считать себя слугой государства, отдаст ему всего себя, возможно, он будет думать, что является основной опорой государства. Но ни в коей мере он не будет считать, что воплощает государство»
.

## Подобные выражения
Созданные на основе данного выражения аналогичные конструкции использовались (или якобы использовались) другими государственными деятелями в различных ситуациях, например:
- Когда германскому императору Вильгельму II сообщили, что мнение генерального штаба не совпадает с его мнением, тот якобы ответил: «Генеральный штаб — это я»[1].
- Лидер Сражающейся Франции Шарль Де Голль якобы неоднократно говорил во время Второй мировой войны в разговорах с британским премьер-министром Уинстоном Черчиллем и американским президентом Франклином Делано Рузвельтом: «Франция — это я»[6].